# Cal Pere Nadal
Cal Pere Nadal és una obra del Pla del Penedès (Alt Penedès) protegida com a bé cultural d'interès local.

## Descripció
És un edifici cantoner de tres pisos. A la planta baixa hi trobem en un lateral la porta d'accés mentre que la banda que dona a l'altre carrer presenta finestres rectangulars amb reixes. Al primer pis hi ha obertures de finestres amb balcó de forja, amb persianes enrotllables. La part superior és la més característica de l'edifici doncs presenta a les dues cares de la casa finestres triples d'arc de mig punt, separades entre elles per un emmarcament de totxana. Forma part de l'eixample local que va tenir lloc durant els segles XIX i XX.